# Предсједник Федерације Босне и Херцеговине
Предсједник Федерације Босне и Херцеговине представља и заступа Федерацију Босне и Херцеговине и шеф је федералне извршне власти.

## Историја
Изворним Уставом Федерације Босне и Херцеговине (1994) предсједник Федерације је био одређен као шеф државе и имао је једног потпредсједника. Њих су бирали Представнички дом и Дом народа већином гласова, а кандидовали су их Клуб бошњачких делегата и Клуб хрватских делегата у Дому народа. Изабрана лица су наизмјенично по једну годину била предсједник Федерације, а затим потпредсједник Федерације, у периоду од четири године.
Предсједник Федерације је био надлежан и за: именовање официра у армији, именовање судија федералних судова, вршење функције врховног команданта оружаних снага Федерације, примање и акредитовање амбасадора. Уставним амандманом XI (1997) предсједник Федерације је престао бити шеф државе и одређен је као шеф федералне извршне власти.
Наметнутим уставним амандманом XLI (2002) одређено је да „предсједник Федерације има два потпредсједника из различитих конститутивних народа“. Осталим наметнутим амандманима и Срби су поред Бошњака и Хрвата постали конститутивни народ у Федерацији. Основан је и Клуб српских делегата у Дому народа и прописан нови поступак избора предсједника и два потпредсједника Федерације, који је и сада важећи.

## Надлежности
Према Уставу Федерације Босне и Херцеговине установљена је подјела извршних надлежности између предсједника Федерације, потпредсједника Федерације, премијера, замјеника премијера и министара.
Предсједник Федерације је надлежан за:
- именовање Владе, шефова дипломатских мисија, судија Уставног суда Федерације на предлог Високог судског и тужилачког савјета;
- вођење консултација у вези са именовањем омбудсмана и судија;
- потписивање одлука Парламента Федерације након њихових доношења;
- потписивање и ратификовање међународних споразума у име Федерације;
- давање помиловања за дјела утврђена федералним законом, осим за ратне злочине, злочине против човјечности и геноцида.

Предсједник Федерације уз сагласност потпредсједника Федерације може, када утврди да домови Парламента нису у могућности да донесу потребне законе, да распусти један или оба дома. Он распушта оба дома кад они не успију донијети буџет Федерације прије почетка буџетске године.

## Избор
У избору предсједника и два потпредсједника Федерације Босне и Херцеговине најмање трећина делегата из клубова бошњачких, хрватских или српских делегата у Дому народа могу кандидовати предсједника и два потпредсједника.
Избор захтијева прихватање заједничке листе три кандидата, већином гласова у Представничком дому, а затим и већином гласова у Дому народа, укључујући већину клуба сваког конститутивног народа. Уколико ниједна листа кандидата не добије потребну већину у оба дома, поступак кандидовања се понавља. Уколико и у поновљеном поступку један од домова одбије заједничку листу, сматраће се да су кандидоване особе изабране прихватањем листе у само једном дому.
Мандат предсједника и потпредсједника Федерације Босне и Херцеговине је четири године.